# Хімічна топологія
Хімічна топологія (англ. chemical topology, рос. топология химическая) — у квантовій хімії — опис розташування орбіталей та їх окремих частин у просторі, зокрема опис системи розташування атомних орбіталей в молекулярній орбіталі, яка не має зовсім або має парне число переміни знаку (парне число вузлів) у послідовності розташування орбіталей. 